# Donaupark

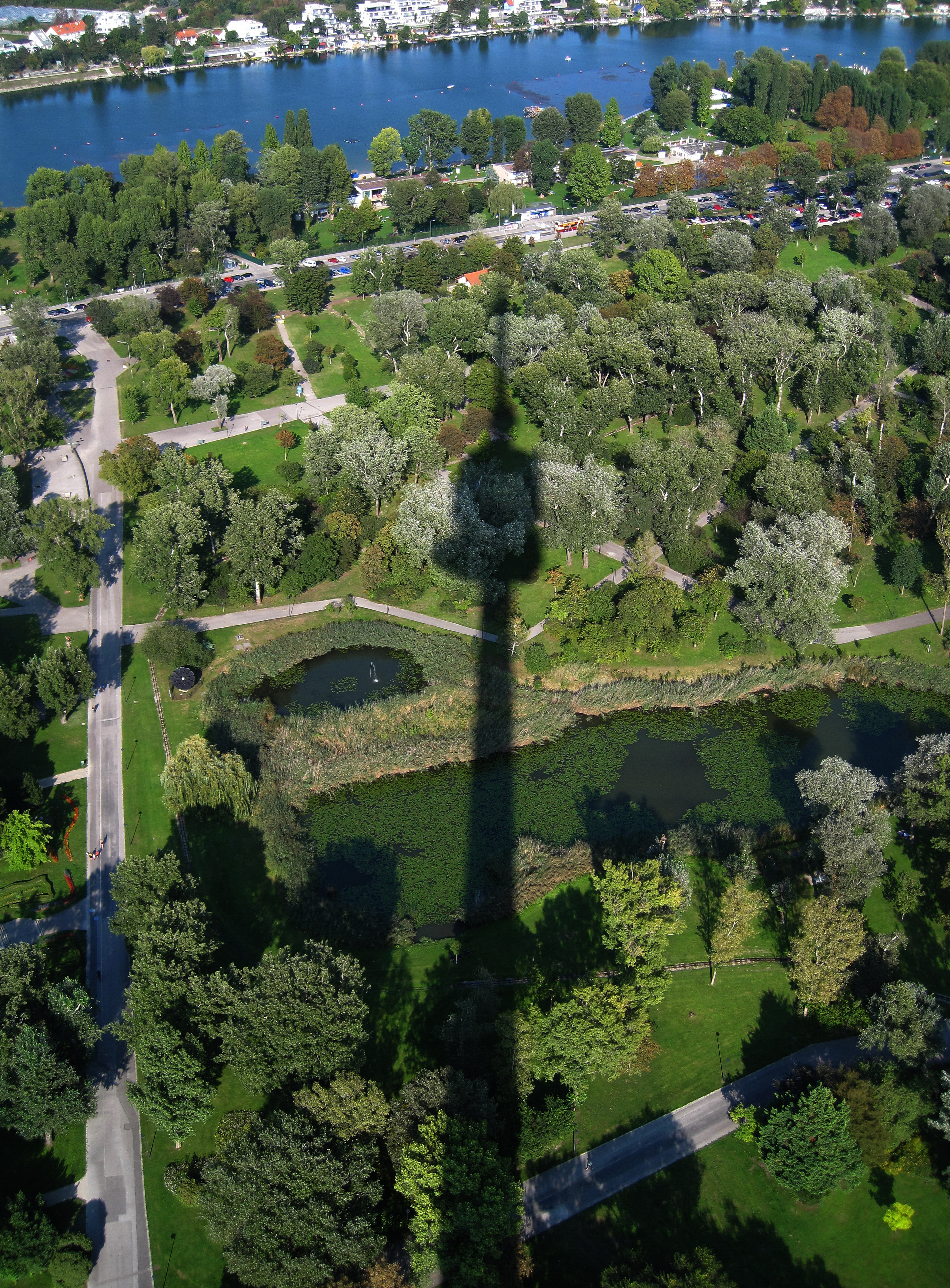
Schaduw van de 252 meter hoge Donautoren over de bouwtuin Donaupark naar de Arbeiterstrandbadstraße.

Het Donaupark is een 80 hectare groot park in Donaustadt, het 22e district van de Oostenrijkse hoofdstad Wenen.

## Ligging
Het Donaupark is goed bereikbaar tussen de Wagramer Straße, de wijk Bruckhaufen, de Arbeiterstrandbadstraße en de Hubertusdamm. UNO-City met het Vienna International Centre en het Austria Center Vienna palen onmiddellijk aan het park, zoals zuidelijker Donau City en daaraan aansluitend de Copa Cagrana aan de Neue Donau met het Donauinsel. De noordgrens wordt gevormd door het strand aan de Alte Donau.

## Bezienswaardigheden
- Donauturm
- Gedenkplaat voor de slachtoffers van de nationaalsocialistische militaire rechtbanken 1938–1945
- Monument voor Salvador Allende
- Monument voor Simón Bolívar
- Monument voor Che Guevara
- Monument voor componist Üzeyir Hacıbəyov
- Papstkreuz
- Donauparkbahn, een 3,3 km lange smalspoorbaan door het park.
- Helmut Leherbauer-Mozaïek
- Koreaans cultuurhuis.
- China-Restaurant Sichuan met Chinese tuin